# Лаптево (Пестовский район)
Лаптево — деревня в Пестовском муниципальном районе Новгородской области. Административный центр Лаптевского сельского поселения. По всероссийской переписи населения 2010 года население деревни — 159 человек (77 мужчин и 82 женщины).
Площадь территории деревни — 88 га. В Лаптево три улицы: Зелёная, Новосёлов и Советская. Лаптево находится на Валдайской возвышенности, на высоте 202 м над уровнем моря, у северного берега озера Луко, в 35 км к западу Пестова.
В деревне есть муниципальное образовательное учреждение: «Основная общеобразовательная школа деревни Лаптево», есть дом досуга и сельская библиотека, также фельдшерско-акушерский пункт и почтовое отделение.

## История
В списке населённых мест Устюженского уезда Новгородской губернии за 1909 год деревня Лаптево указана как относящаяся к Чернянской волости (2-го стана, 4-го земельного участка). Население деревни Лаптево, что была тогда на земле Лаптевского сельского общества — 307 жителей: мужчин — 145, женщин — 162, число жилых строений — 83, в деревне был хлебозапасный магазин. Затем с 10 июня 1918 года до 31 июля 1927 года в составе Устюженского уезда Череповецкой губернии, затем в составе Жарковского сельсовета Пестовского района Череповецкого округа Ленинградской области. Население деревни Лаптево в 1928 году — 113 человек. С ноября 1928 года из Жарковского и Нивского сельсоветов был образован Лаптевский сельсовет. По постановлению ЦИК и СНК СССР от 23 июля 1930 года Череповецкий округ был упразднён, а район перешёл в прямое подчинение Леноблисполкому. По Указу Президиума Верховного Совета СССР от 5 июля 1944 года Пестовский район был передан из Ленинградской области во вновь образованную Новгородскую область. Во время неудавшейся всесоюзной реформы по делению на сельские и промышленные районы и парторганизации, в соответствии с решениями ноябрьского (1962 года) пленума ЦК КПСС «о перестройке партийного руководства народным хозяйством» с 10 декабря 1962 года был образован, в числе прочих, крупный Пестовский сельский район на территории Дрегельского, Пестовского и Хвойнинского районов. Коровинский сельсовет и деревня вошли в состав этого района, а 1 февраля 1963 года административный Пестовский район в числе прочих был упразднён. Пленум ЦК КПСС, состоявшийся 16 ноября 1964 года восстановил прежний принцип партийного руководства народным хозяйством, после чего Указом Верховного Совета РСФСР от 12 января 1965 года сельские районы были преобразованы вновь в административные районы и решением Новгородского облисполкома № 6 от 14 января 1965 года сельсовет и деревня вновь в составе Пестовского района.
С принятием закона от 6 июля 1991 года «О местном самоуправлении в РСФСР» была образована Администрация Лаптевского сельсовета (Лаптевская сельская администрация), затем Указом Президента РФ № 1617 от 9 октября 1993 года «О реформе представительных органов власти и органов местного самоуправления в Российской Федерации» деятельность Лаптевского сельского Совета была досрочно прекращена, а его полномочия переданы Администрации Лаптевского сельсовета. По результатам муниципальной реформы, с 2005 года деревня является административным центром муниципального образования — Лаптевское сельское поселение Пестовского муниципального района (местное самоуправление), по административно-территориальному устройству подчинена администрации Лаптевского сельского поселения Пестовского района. В 2012 году Новгородская областная дума (постановлением № 50-5 ОД от 25.01.2012) постановила уведомить Правительство Российской Федерации об упразднении, в числе прочих, Лаптевского сельсовета Пестовского района.